# Fanny Howe

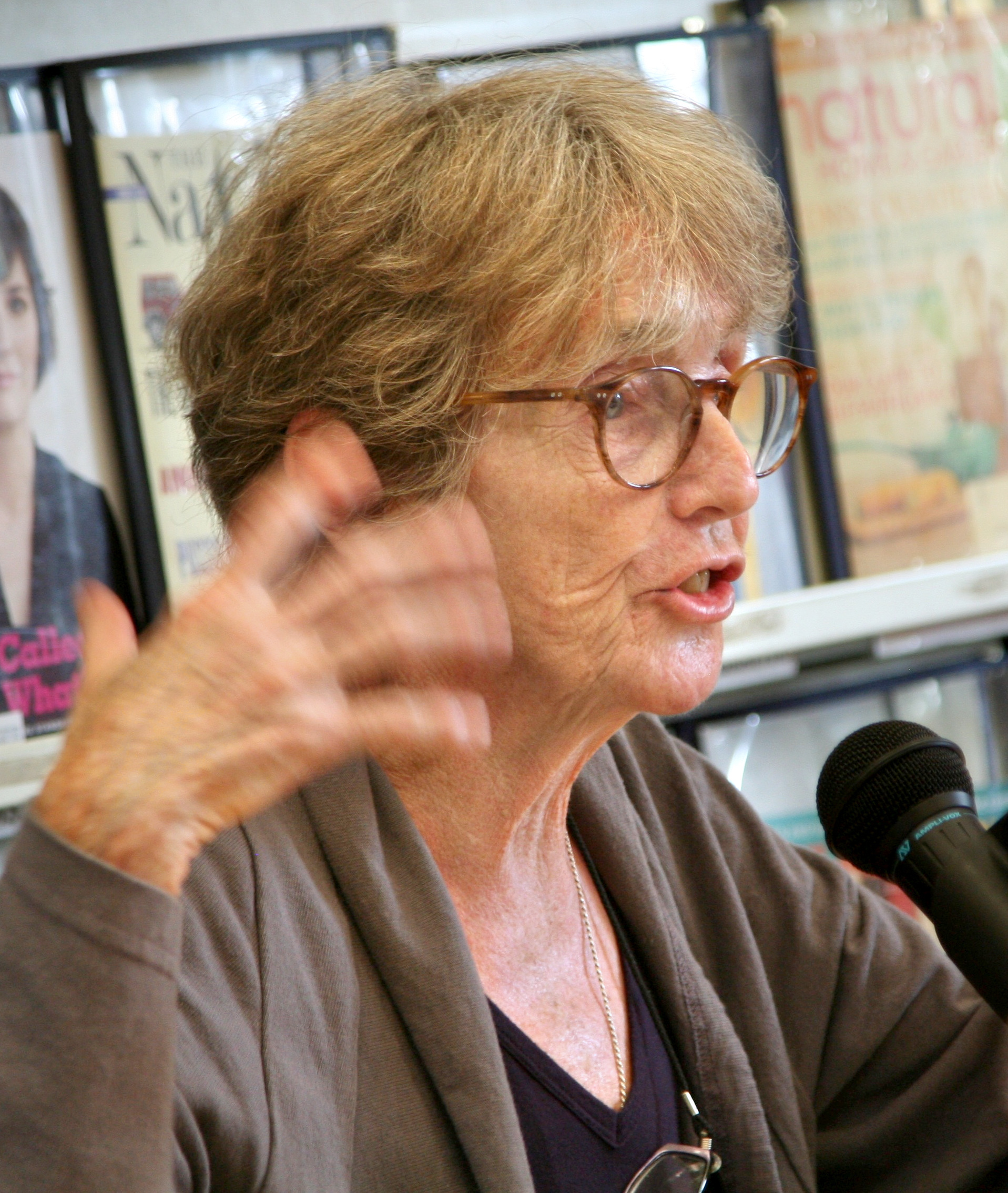
Fanny Howe (2012)

Fanny Howe (* 15. Oktober 1940 in Buffalo, New York; † 8. Juli 2025 in Cambridge, Massachusetts) war eine US-amerikanische Dichterin und Schriftstellerin.

## Leben
Howe wurde 1940 in Buffalo als Tochter des Historikers und Juristen Mark De Wolfe Howe und der irischen Schriftstellerin und Schauspielerin Mary Manning geboren. Ihre ältere Schwester ist die Dichterin Susan Howe (* 1937). Howe wuchs in Cambridge, Massachusetts, auf und studierte später an der Stanford University. Danach schlug sie eine Karriere als Hochschullehrerin ein, die sie unter anderem an das MIT und die Tufts University. Daneben engagierte sie sich in der Bürgerrechtsbewegung und heiratete den afroamerikanischen Schriftsteller Carl Senna, mit dem sie drei Kinder bekam, darunter die Schriftstellerin Danzy Senna. Nach der Scheidung von Senna zog Howe nach Kalifornien, wo sie eine Lehrstelle an der University of California, San Diego annahm. Nach ihrer Emeritierung im Jahr 2000 zog sie zurück an die US-Ostküste, wo sie zunächst auf Martha’s Vineyard und später wieder in Cambridge, Massachusetts, lebte.
Howes schriftstellerisches Werk besteht hauptsächlich aus Gedichten und Romanen, zu kleineren Teilen auch aus Kurzgeschichten, Young Adult-Büchern und Essays. Die Poetry Foundation beschrieb Howes lyrischen Stil wie folgt: „Indeed, more than a subject or theme, the process of recording experience is central to Howe’s poetry. Her work explores grammatical possibilities, and its rhythms are generated from associative images and sounds.“ Geprägt wird Howes Werk auch von ihrem katholischen Glauben. Howe konvertierte 1982 zum Katholizismus; sie war Anhängerin der Befreiungstheologie. Howes Vorlass befindet sich in der Bibliothek der Stanford University; ihre Notiz- und Tagebücher sind im Besitz der Harvard University Library. Im Juli 2025 starb Fanny Howe im Alter von 84 Jahren.

## Ehrungen
- 2001: Lenore Marshall Poetry Prize für Selected Poems[3]
- 2008: Arts and Letters Awards in Literature der American Academy of Arts and Letters[3]
- 2009: Ruth Lilly Poetry Prize[3]

## Veröffentlichungen
Gedichtbände
- Eggs: Poems. Houghton Mifflin, Boston 1970
- Amerindian Coastline Poem. Telephone Books, New York 1971.
- Poem from a Single Pallet. Kelsey Street Press, Berkeley 1980. ISBN 0-932716-10-5.
- Alsace-Lorraine. Telephone Books, Guilford 1982. ISBN 0-916382-28-1.
- For Erato, The Meaning of Life Tuumba Press, Berkeley 1984.
- Introduction to the World. The Figures, Berkeley 1985. ISBN 0-935724-21-4.
- Robeson Street. Alice James Books, New Gloucester 1985. ISBN 0-914086-59-6
- The Vineyard. Lost Roads, Providence 1988. ISBN 0-918786-37-1.
- [Sic]. Parentheses Writing Series, La Jola 1988. ISBN 0-9620862-2-3.
- The Quietist. O Books, Oakland 1992. ISBN 1-882022-12-2.
- The End. Littoral Books, Los Angeles 1992. ISBN 1-55713-145-7.
- O’Clock. Reality Street, London 1995 (Digitalisat). ISBN 1-874400-07-5.
- One Crossed Out. Graywolf Press, Minneapolis 1997. ISBN 1-55597-259-4.
- Q. Paul Green Press, Cambridgeshire 1998.
- Forged. Post-Apollo Press, Sausalito 1999. ISBN 0-942996-36-4.
- Gone: Poems. University of California Press, Berkeley 2003. ISBN 978-0-520-23810-7.
- Tis of Thee. Atelos, Berkeley 2003. ISBN 1-891190-16-4.
- On the Ground. Graywolf Press, Minneapolis 2004. ISBN 978-1-55597-403-9.
- The Lyrics. Graywolf Press, Minneapolis 2007. ISBN 978-1-55597-472-5.
- Come and See. Graywolf Press, Minneapolis 2011. ISBN 978-1-55597-586-9.
- Second Childhood. Graywolf Press, Minneapolis 2014. ISBN 978-1-55597-682-8.
- Love and I. Graywolf Press, Minneapolis 2019. ISBN 978-1-64445-004-8.
- Night Philosophy. Divided Publishing, London 2020. ISBN 978-1-916425-02-6.
- Manimal Woe. Arrowsmith Press, Medford 2021. ISBN 978-1734641653.

Prosa
- First Marriage. Avon Press, New York 1974.
- Brontë Wilde. Avon Books, New York 1976. ISBN 0-380-00548-4.
- Holy Smoke. Illustriert von Colleen McCallion. Fiction Collective, New York 1979.
- The White Slave. Avon Books, New York 1980. ISBN 0-380-45591-9
- In the Middle of Nowhere. Fiction Collective, New York 1984. ISBN 0-914590-82-0.
- The Lives of a Spirit. Sun & Moon Books, Los Angeles 1986. ISBN 0-940650-95-9.
- The Deep North. Sun & Moon Press, Los Angeles 1986. ISBN 1-55713-105-8.
- Famous Questions. Ballantine Books, New York 1989. ISBN 0-345-36177-6.
- Saving History. Sun & Moon Press, Los Angeles 1993. ISBN 1-55713-100-7.
- Nod. Sun & Moon Press, Los Angeles 1998. ISBN 1-55713-307-7.
- Indivisible. MIT Press, Cambridge 2001. ISBN 978-1-58435-009-5.
- The Lives of a Spirit / Glasstown: Where Something Got Broken. Nightboat Books, New York 2005. ISBN 978-0-9767185-1-2.
- What Did I Wrong? Flood Editions, Chicago 2009. ISBN 978-0-9819520-0-0.
- London-rose: Beauty Will Save the World. Divided Publishing, London 2022. ISBN 978-1-73984-311-3.

Young Adult
- The Blue Hills. Avon Books, New York 1981. ISBN 0-380-78998-1.
- Yeah, But. Avon Books, New York 1982. ISBN 0-380-79186-2.
- Radio City. Avon Books, New York 1984. ISBN 0-380-86025-2.
- Taking Care. Avon Books, New York 1985. ISBN 0-380-89864-0.
- The Race of the Radical. Viking, New York 1985. ISBN 0-670-80557-2.

Kurzgeschichten
- Forty Whacks. Houghton Mifflin, Boston 1969.
- Economics: Stories. Flood Editions, Chicago 2002. ISBN 978-0-9710059-4-5.

Essays
- The Wedding Dress: Meditations on Word and Life. University of California Press, Berkeley 2003. ISBN 978-0-520-23840-4.
- The Winter Sun: Notes on a Vocation. Graywolf Press, Minneapolis 2009. ISBN 978-1-55597-520-3.
- The Needle’s Eye: Passing through Youth. Graywolf Press, Minneapolis 2016. ISBN 978-1-55597-756-6.

Teil-Werkausgaben
- Selected Poems. University of California Press, Berkeley 2000. ISBN 0-520-22262-8.
- Radical Love: 5 Novels. Nightboar Books, New York 2006. ISBN 978-0-9767185-3-6.